# Wahlkreis Hitchin and Harpenden

Der Wahlkreis mit den Grenzen von 2007

Hitchin and Harpenden war ein Wahlkreis für das britische Unterhaus in der Zeremoniellen Grafschaft Hertfordshire. Der Wahlkreis wurde 1997 geschaffen und deckt einen Großteil von Hitchin, Harpenden und Wheathampstead ab. Er entsendet einen Abgeordneten ins Parlament.

## Geschichte
Der Wahlkreis wurde seit seiner Erschaffung stets von Angehörigen der Conservative Party vertreten. Bei den Unterhauswahlen 1997, gewann Peter Lilley den Sitz im House of Commons. Nachdem dieser 2017 aus dem Parlament ausgeschieden war, wurde bei den Unterhauswahlen 2017 Bim Afolami als sein Nachfolger gewählt.
Der Wahlkreis wies im April 2013 eine Arbeitslosigkeit von lediglich 1,7 % auf. Dieser Wert lag damit deutlich niedriger als der nationale Durchschnitt von 3,8 %.

## Bisherige Vertreter

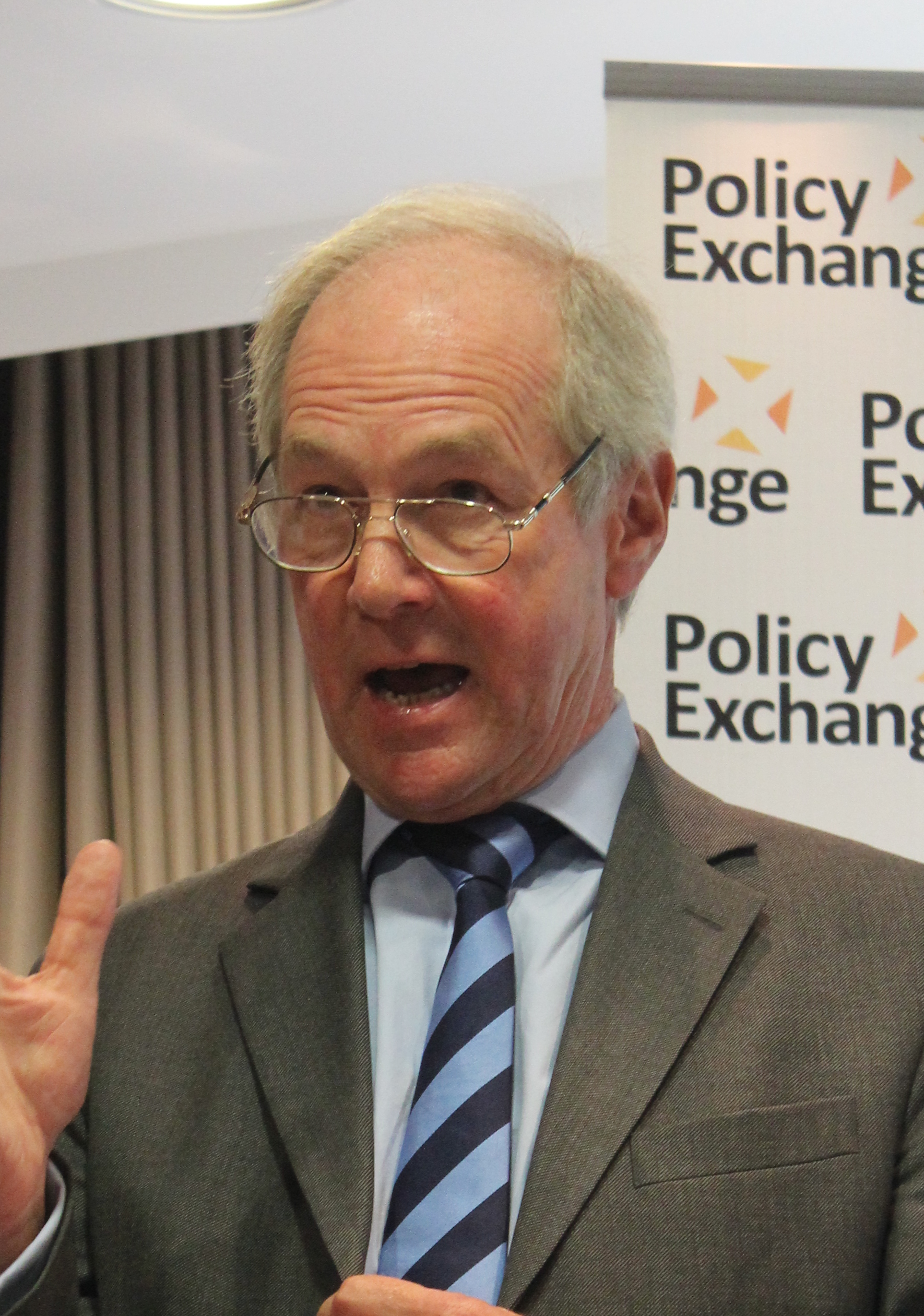
Peter Lilley
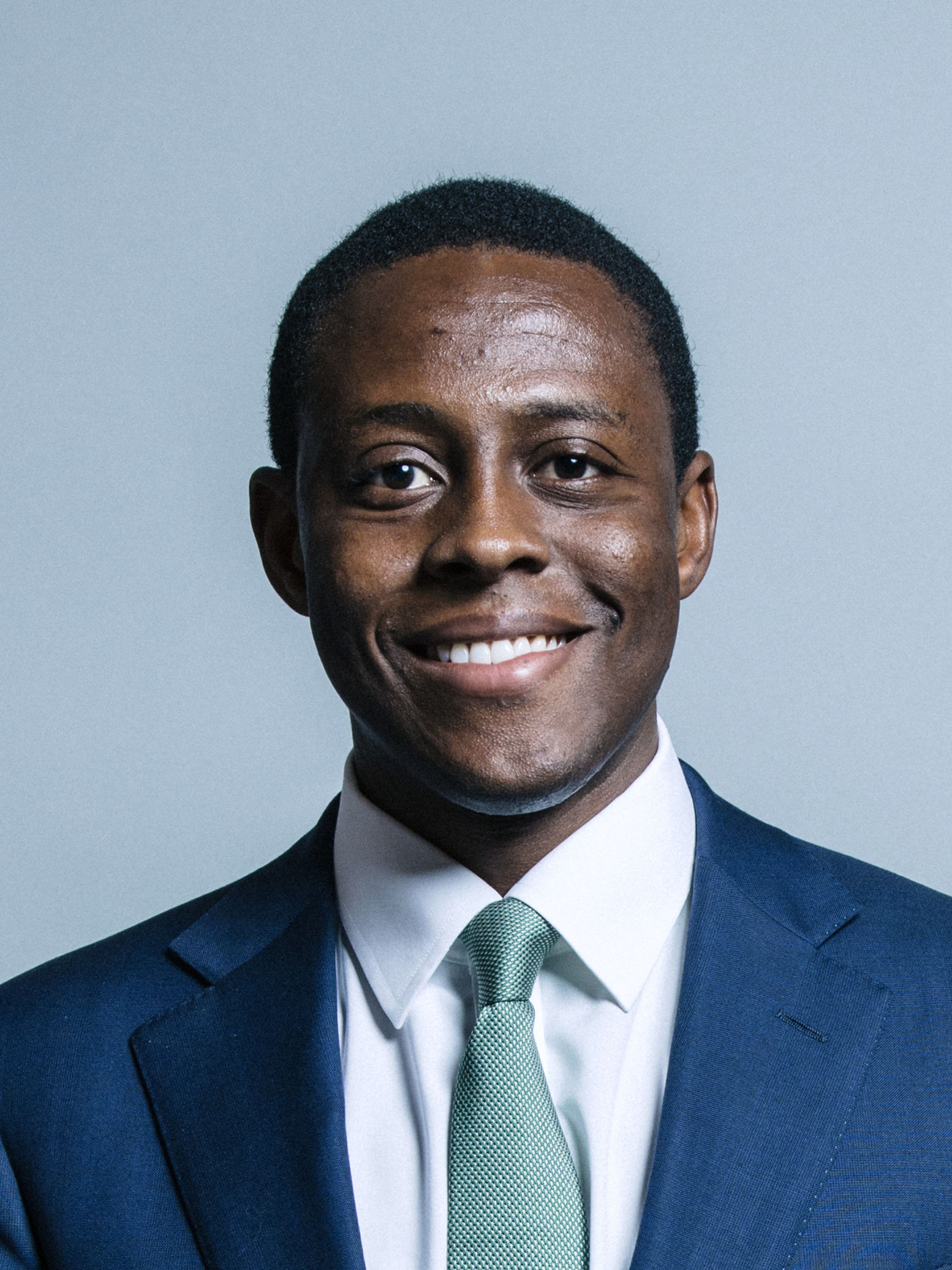
Bim Afolami